# FC 우니베르시타테아 크라이오바
FC 우니베르시타테아 크라이오바(루마니아어: Fotbal Club Universitatea Craiova)는 크라이오바를 연고로 하는 루마니아의 축구 클럽이다. 1994년에 설립되었으며 2014년에 해체되었다. 2017년에 재창단되어 리가 IV에 참여하여 리가 III로 승격하였다.

## 선수 명단

### 현역
참고: FIFA 자격 규정에 따라 소속된 국가대표팀 국기를 표시합니다. 선수는 복수의 FIFA 비회원국 국적을 가지고 있을 수 있습니다.
| 번호 | 포지션 | 국적       | 이름              |
| ---- | ------ | ---------- | ----------------- |
| 3    | DF     |            | 로카스 레키아타스 |
| 6    | MF     |            | 이드리스 부나스   |
| 11   | FW     | 나이지리아 | 지브릴 이브라힘   |
| 26   | DF     |            | 네스토리리 룸부   |

| 번호 | 포지션 | 국적 | 이름            |
| ---- | ------ | ---- | --------------- |
| 72   | DF     |      | 안드레아 파둘라 |
| 91   | FW     |      | 스틴 마이어     |

## 역대 감독
| 감독               | 임기        |
| ------------------ | ----------- |
| 아우렐 치클레아누  | 1994        |
| 빅토르 피추르커    | 1994 ~ 1995 |
| 호세 라몬 알렉상코 | 1997 ~ 1998 |
| 미르체아 레드니크  | 2004 ~ 2005 |
| 아우렐 치클레아누  | 2010        |
| 빅토르 피추르커    | 2010        |
| 아우렐 치클레아누  | 2011        |